# شورية شاحبة الأوراق
شورية شاحبة الأوراق (الاسم العلمي:Shorea pallidifolia) هي نوع غير مؤكد من النباتات تتبع جنس الشورية من فصيلة مجنحية الثمر.